# Die Conners
Die Conners (Originaltitel: The Conners) ist eine US-amerikanische Sitcom, die seit dem 16. Oktober 2018 auf ABC ausgestrahlt wird. Die Serie ist ein Spin-off der Serie Roseanne.
Im deutschsprachigen Raum wurde die Serie ab dem 30. November 2018 auf Prime Video veröffentlicht. Seit dem 13. Februar 2019 wird sie im deutschsprachigen Free-TV im Disney Channel ausgestrahlt, seit dem 1. März 2019 in der deutschsprachigen Schweiz auf den Sendern TV25 und S1 der CH Media. Am 14. Mai 2021 gab der Sender ABC bekannt, dass die Serie um eine vierte Staffel verlängert wurde.
Im Mai 2023 wurde die Serie um eine sechste Staffel verlängert. Am 2. Mai 2024 verlängerte ABC die Serie um eine siebte und letzte Staffel mit sechs Episoden.

## Handlung
Im Mittelpunkt der Serie steht die Arbeiterfamilie Conner, die in der Delaware Street 714 im fiktiven Ort Lanford im US-Bundesstaat Illinois lebt. Nach dem unerwarteten Tod der Matriarchin Roseanne müssen die Conners ihr Leben neu ordnen und sich orientieren. Vater Daniel, genannt Dan, und seine erwachsenen Kinder Rebecca, genannt „Becky“, Darlene und David Jacob, genannt „D. J.“, müssen sich mit den größeren und kleineren Problemen des Alltags auseinandersetzen.
Die Handlung beschäftigt sich somit auch mit Themen wie Elternschaft, Medikamentenabhängigkeit, Dating, einer unerwarteten Schwangerschaft, finanziellem Druck, Altern und Schwiegereltern im Milieu der Arbeiterklasse. Ab Staffel 5 ist D.J. nicht mehr Teil der Handlung, sein Charakter wurde herausgeschrieben. So ist er nun das zweite Kind der Conners, das nicht mehr in der Serie auftritt. Zu Beginn der Serie kehrte das jüngste Kind von Dan und Roseanne, Jerry Garcia Conner, nicht zurück. Jerry Garcia war auch für die Staffel 10 der Vorläuferserie Roseanne nicht zurückgekehrt.
Becky ist mittlerweile mit Emilio Rodriguez verheiratet und hat mit diesem eine gemeinsame Tochter namens Beverly Rose.
Darlene ist von David geschieden, beide haben zwei Kinder, Harris und Mark. Sie ist erst in einer Beziehung mit Ben, mit dem sie später verlobt ist, und am Ende von Staffel 4 sind beide verheiratet.
Dan ist zu Beginn der Serie Witwer, da Roseanne verstorben ist. Im Verlauf der Serie entwickelt er eine neue Liebesbeziehung zu Louise, die später seine zweite Ehefrau wird.
In der gesamten Serie hört man sehr wenig über das Kind von Jackie. Am Ende von Staffel 4 ist sie neu verheiratet mit Neville Goldufski.

## Besetzung

### Hauptdarsteller
| Rollenname                              | Familie und Beziehungen | Schauspieler        | Synchronsprecher  | Episoden       | Staffeln | Info | Zeitraum  |
| --------------------------------------- | --- | ------------------- | ----------------- | -------------- | -------- | --- | --------- |
| Daniel „Dan“ Conner                     | - Vater von Becky, Darlene, D.J. und Jerry Garcia - Halbbruder von Ed Jr. und Angela Conner - Großvater von Harris, Mark II, Mary und Beverly Rose - Schwager von Jackie Harris (bis S4) durch Roseanne und seit (seit S4) durch Neville - Schwager von Neville Goldufski (seit S4) durch Louise - Witwer (S1–S4) von Roseanne - Onkel von Andy Harris (bis S4, durch Roseanne und Jackie) - Freund (S1–S4) mit mehreren Unterbrechungen und Ehemann (seit S4) von Louise - Schwiegersohn von Beverly Harris Sr. (bis S4) - Schwiegervater von Geena, Emilio (seit S2) und Ben (seit S4) | John Goodman        | Oliver Stritzel   | 1.01–7.06      | 1–7      | - Dan war von 1973–2018 mit Roseanne verheiratet bis diese im Jahr 2018 verstarb. - Dan war bis zu der Hochzeit von Louise und ihm Jackies Schwager. Durch Jackies Hochzeit mit Neville ist er Nevilles und Jackies Schwager. | 2018–2025 |
| Jackie Goldufski (geb. Harris)          | - Mutter von Andy Harris - Schwester von Roseanne - Tochter von Beverly Harris Sr. - Tante von Becky, Darlene, D.J. und Jerry Garcia - Großtante von Harris, Mark II, Mary und Beverly Rose - Schwägerin von Dan (bis S4, durch Roseanne und seit S4 durch Louise und Neville) - Schwägerin von Louise (seit S4) - Geschieden von Fred (bis S4) - Freundin (S3–S4) und Ehefrau von Neville Goldufski (seit S4) | Laurie Metcalf      | Sabine Arnhold    | 1.01–7.06      | 1–7      | - Von 1973–2021 war sie Dans Schwägerin. Seit ihrer Hochzeit in S4 mit Neville ist sie wieder Dans Schwägerin, durch Louise.                                                                                                  | 2018–2025 |
| Darlene Olinsky (geb. Conner)           | - Tochter von Dan und Roseanne - Stieftochter von Louise (seit S4) - Mutter von Harris und Mark II - Schwester von Becky, D.J. und Jerry Garcia - Nichte von Jackie, Neville, Ed Jr. und Angela Conner - Enkeltochter von Beverly Harris Sr., Ed Sr. und Audrey Conner - Cousine von Andy Harris - Schwägerin von Geena und Emilio - Tante von Mary und Beverly Rose - Geschieden von David Healy (S2–S4) - Freundin (S1–S4, mit mehreren Unterbrechungen) und - Ehefrau von Ben (seit S4) - Freundin von Nick (S4)                                                                      | Sara Gilbert        | Diana Borgwardt   | 1.01–7.06      | 1–7      | | 2018–2025 |
| Rebecca „Becky“ Rodriguez (geb. Conner) | - Mutter von Beverly Rose - Schwester von Darlene, D.J. und Jerry Garcia - Nichte von Jackie, Neville, Ed Jr. und Angela Conner - Enkeltochter von Beverly Harris Sr., Ed Sr. und Audrey Conner - Cousine von Andy Harris - Schwägerin von Geena und Ben - Tante von Harris, Mark und Mary - Witwe von Mark Healy (bis S2) - Ehefrau von Emilio (seit S2) - Tochter von Dan und Roseanne - Stieftochter von Louise (seit S4) | Lecy Goranson       | Susanne Geier     | 1.01–7.06      | 1–7      | | 2018–2025 |
| Harris Conner-Healy                     | - Tochter von Darlene und David - Schwester von Mark - Cousine von Beverly Rose Jr. und Mary - Nichte von Becky, D.J. und Jerry Garcia - Großnichte von Jackie, Neville, Ed Jr. und Angela Conner - Enkeltochter von Roseanne, Dan, Ed Sr. und Audrey Conner, Stiefenkeltochter von Crystal und Louise (seit S4) - Freundin von Josh (S3) - Freundin (S4) und Verlobte (S4) von Aldo | Emma Kenney         | Maximiliane Häcke | 1.01–7.06      | 1–7      | | 2018–2025 |
| Mark Conner-Healy II                    | - Sohn von Darlene und David - Bruder von Harris - Cousin von Mary und Beverly Rose Jr. - Neffe von Becky, D.J. und Jerry Garcia - Großneffe von Jackie, Neville, Ed Jr. und Angela Conner - Enkelsohn von Roseanne und Dan - Stiefenkelsohn von Crystal und Louise (seit S4) - Freund von Logan (seit S4) | Ames McNamara       | Elias Kunze       | 1.01–7.06      | 1–7      | - In der Originalserie befürchtet Jackie, dass D.J. homosexuell sein könnte. Im Spin-Off ist Mark offen homosexuell. | 2018–2025 |
| Mary Conner                             | - Tochter von D.J. und Geena - Cousine von Harris, Mark und Beverly Rose Jr. - Nichte von Becky und Darlene und Jerry Garcia - Großnichte von Jackie, Neville, Ed Jr. und Angela Conner - Enkeltochter von Roseanne und Dan - Stiefenkeltochter von Crystal und Louise (seit S4) | Jayden Rey          | Juliana Götz      | 1.01–7.06      | 1–7      | |           |
| Ben Olinsky                             | - Freund von Darlene (S1–S4) mit mehreren Unterbrechungen und Ehemann (seit S4) - Stiefvater von Harris und Mark - Onkel von Mary und Beverly Rose - Schwiegersohn von Dan und Louise - Schwager von Becky, Emilio, D.J. und Geena | Jay R. Ferguson     | Leonhard Mahlich  | 1.05–7.06      | 1–7      | |           |
| Geena Williams-Conner                   | - Mutter von Mary - Ehefrau von D.J. - Schwägerin von Becky, Darlene, Jerry Garcia. Ben und Emilio - Schwiegertochter von Roseanne und Dan - Stiefschwiegertochter von Louis (seit S4) - Tante von Harris, Mark und Beverly Rose Jr. | Maya Lynne Robinson | Svantje Wascher   | 1.01–1.11 3.20 |          | - Seit dem Staffelfinale von S3 trat sie nicht mehr in Erscheinung. | 2018 2021 |
| David Jacob „D.J.“ Conner               | - Vater von Mary - Ehemann von Geena - Bruder von Becky, Darlene und Jerry Garcia - Cousin von Andy Harris - Onkel von Harris, Mark und Beverly Rose - Schwager von Emilio und Ben - Ex-Schwager von David und Mark - Neffe von Jackie, Neville, Ed Jr. und Angela Conner - Sohn von Dan und Roseanne - Stiefsohn von Louise (seit S4) - Enkelsohn von Beverly Harris Sr. | Michael Fishman     | Julius Jellinek   | 1.01–4.20      | 1–4      | - Wird aus der Serie herausgeschrieben und tritt seit S5 nicht mehr in der Serie auf. | 2018–2022 |

### Nebendarsteller
| Rollenname                     | Familie und Beziehungen | Schauspieler       | Synchronsprecher     | Episoden             | Staffeln | Info | Zeitraum             |
| ------------------------------ | --- | ------------------ | -------------------- | -------------------- | -------- | --- | -------------------- |
| Emilio Rodriguez               | - Vater von Beverly Rose Jr. - Ehemann von Becky (seit S2) - Schwiegersohn von Dan und Louise Conner - Schwager von Darlene, Ben, D.J., Geena und Jerry Garcia - Onkel von Harris, Mark und Mary | Rene Rosado        |                      | 1.05–7.06            | 1–7      | - arbeitet in der Lunchbox | 2018–2025            |
| Louise Conner (geb. Goldufski) | - Schwester von Neville - Schwägerin von Jackie (seit S4) - Stiefmutter von Becky, Darlene, D.J und Jerry Garcia - Stiefgroßmutter von Harris, Mark, Mary und Beverly Rose Jr. - Tante von Andy Harris | Katey Sagal        | Christin Marquitan   | 1.08–7.06            | 1–7      | | 2018–2025            |
| Neville Goldufski              | - Bruder von Louise - Ehemann von Jackie - Schwiegersohn von Beverly Harris Sr. - Schwager von Dan und Roseanne - Stiefvater von Andy Harris - Onkel von Darlene, Becky, D.J. und Jerry Garcia - Großonkel von Harris, Mark II, Mary und Beverly Rose Jr.                                                                                            | Nat Faxon          |                      | 3.04–7.06            | 3–7      | | 2020–2025            |
| Beverly Rose Rodriguez Jr.     | - Tochter von Becky und Emilio - Enkeltochter von Dan, Louis, Roseanne, Crystal, Audrey und Ed Sr. - Nichte von Darlene, D.J., Ben, Geena, und Jerry Garcia - Cousine von Harris, Mark II und Mary | Charlotte Sanchez  | Milena Rybiczka      | 4.09–7.06            | 4–7      | | 2022–2025            |
| Beverly Harris Sr.             | - Mutter von Roseanne und Jackie - Großmutter von Becky, Darlene, D.J, Jerry Garcia und Andy - Urgroßmutter von Harris, Mark II, Mary und Beverly Rose Jr. - Ex-Schwiegermutter von Dan (bis S4) - Schwiegermutter von Neville (seit S4) | Estelle Parsons    | Luise Lunow          | 1.01–3.19, 5.08–5.13 | 1–3, 5   | | 2018–2021, 2022–2023 |
| Chuck Mitchell                 | | James Pickens Jr.  | Reinhard Scheunemann | 1.01–4.15            | 1–4      | - Bester Freund von Dan | 2018–2022            |
| Crystal Anderson               | - Ehefrau von Ed Conner bis 2.13 - Witwe von Ed Conner (seit S2) - Befreundet mit Dan und Roseanne - Stiefmutter von Dan, durch die Hochzeit mit Ed Conner - Stiefgroßmutter von Becky, Darlene, D.J. und Jerry Garcia - Stief-Urgroßmutter von Harris, Mark II, Mary und Beverly Rose - Mutter von Lonnie Anderson. Ed Conner Jr. und Angela Conner | Natalie West       | Sonja Deutsch        | 1.01–1.06            | 1        | - Seit Staffel 1 Folge 6 ist sie danach nicht mehr in Erscheinung getreten in der Serie.                                       | 2018                 |
| David Healy                    | - Vater von Harris und Mark - Ehemann von Darlene (S1–S2) | Johnny Galecki     | Ozan Ünal            | 1.02–2.04            | 1–2      | - Nach der Scheidung hört man nichts mehr über seinen aktuellen Aufenthaltsort                                                 | 2018–2019            |
| Dwight                         | | Stephen Taylor     | Roman Kretschmer     | 1.02–3.11            | 1–3      | | 2018–2021            |
| Blue                           | - Freundin von David | Juliette Lewis     | Bettina Weiß         | 1.02–1.10            | 1        | | 2018                 |
| Neil                           | | Justin Long        | Julien Haggège       | 1.02–1.05            | 1        | | 2018                 |
| Peter                          | - Freund von Jackie (S1) | Matthew Broderick  | Uwe Büschken         | 1.03–1.11            | 1        | | 2018                 |
| Odessa                         | | Eliza Bennett      |                      | 2.04–2.11            | 2        | - Beste Freundin von Harris | 2019–2020            |
| Juanita Herrara                | | Evelina Fernández  |                      | 3.03–3.06            | 3        | - Mitarbeiterin bei Wellmann Plastic                                                                                           | 2020                 |
| Robin Shetsky                  | | Alexandra Billings |                      | 3.05–5.07            | 3–5      | - Chefin von Darlene | 2020–2022            |
| Jeff                           | - Date von Darlene | Brian Austin Green |                      | 3.17–4.04            | 3–4      | - Mitarbeiter bei Wellmann Plastic                                                                                             | 2020–2021            |
| Aldo                           | - Freund (S4) und Verlobter (S4) von Harris - Vater von zwei Söhnen | Tony Cavalero      |                      | 4.04–4.20            | 4        | - Harris will ihn nicht mehr im Staffelfinale von S4 heiraten da sie noch nicht bereit ist Mutter zu werden. Sie trennen sich. | 2021–2022            |
| Bobo                           | | Eric Allan Kramer  |                      | 5.11                 | 5        | | 2023                 |

## Produktion
Nachdem die Mutterserie Roseanne mit der Ausstrahlung einer neuen Staffel im Jahr 2018 hohe Einschaltquoten einfahren konnte, wurde die Serie zunächst für eine elfte Staffel verlängert. Diese Verlängerung wurde jedoch Ende Mai 2018 wieder zurückgezogen, nachdem Hauptdarstellerin Roseanne Barr einen als rassistisch gewerteten Tweet auf Twitter verbreitete, der sich auf das Aussehen einer ehemaligen Beraterin von Barack Obama bezog.
Anfang Juni begannen daraufhin die Produzenten erfolgreich endende Verhandlungen über ein Spin-off der Serie unter neuem Namen und kündigten deren Dreharbeiten für den Spätsommer 2018 an. In den Verhandlungen ging es u. a. um die Abgeltung der Urheberrechte Barrs an der Serie.
Die Dreharbeiten begannen am 31. August 2018 in den Warner Bros. Studios in Burbank, Kalifornien. Wie schon die Vorgängerserie werden Die Conners vor Live-Publikum aufgezeichnet.
Im März 2019 wurde die Serie um eine zweite Staffel verlängert, die zunächst aus 13 Folgen bestehen sollte. Später wurden sechs weitere Folgen bestellt, sodass sie nun aus 19 Folgen besteht und somit deutlich mehr Folgen hat als noch die erste Staffel. Im Zuge der Verlängerung kam es zu erneuten Vertragsverhandlungen der Hauptdarsteller, in denen John Goodman, Sara Gilbert, Laurie Metcalf und Lecy Goranson eine Gehaltserhöhung erhielten. Michael Fishman und Emma Kenney werden nach derzeitigen Verhandlungen lediglich noch in Gastrollen zu sehen sein.
Anfang September wurde bekannt, dass Maya Lynne Robinson nicht für die zweite Staffel als Geena Williams-Conner  zurückkehren wird. Stattdessen sollte Katey Sagal als Hauptdarstellerin zur Besetzung stoßen, nachdem sie in der achten Folge der ersten Staffel bereits einen Gastauftritt absolvierte. Letztendlich wurde sie als Nebendarstellerin verpflichtet.